# Albert Pascal
Mgr Albert Pascal, né le 3 août 1848 à Saint-Genest-de-Beauzon en France et mort le 18 juillet 1920) à Prince Albert au Canada, est un missionnaire des Oblats de Marie-Immaculée qui fut  le premier évêque du  diocèse de Prince Albert.

## Biographie
Né le 3 août 1848 à Saint-Genest-de-Beauzon dans le département de l'Ardèche, il devient prêtre Oblat de Marie Immaculée en étant ordonné le 1er novembre 1873 à l'âge de 25 ans par Mgr Joseph Fabre.
De 1874 à 1890, le Père Albert Pascal a été missionnaire dans le Nord-Ouest du Canada, au service des missions de Fond-du-Lac dans la Saskatchewan et à Fort Chipewyan en Alberta.
Pour des raisons de santé il a passé une année en France en 1890-1891. Pendant ce séjour, le 2 juin 1891, à 43 ans, il est nommé vicaire apostolique de la Saskatchewan et évêque titulaire de Mosynople (de). Le même mois, le 28 juin 1891, il est consacré évêque par Mgr Joseph Bonnet, évêque de Viviers, assisté par Mgr Louis Robert, évêque de Marseille et Mgr Mathieu Balaïn, évêque de Nice, tous deux ardéchois.
Le 3 décembre 1907, à 59 ans, il est nommé évêque de Prince Albert, dans la même province de Saskatchewan. C'est à cette charge qu'il décèdera à 72 ans, le 12 juillet 1920. Mgr Albert Pascal aura été prêtre pendant 47 ans et évêque pendant 29 ans.

## Postérité
La première structure pastorale de l’Église catholique établie au cours de la période missionnaire dans l’ouest du Canada a été des vicariats apostoliques couvrant de vastes territoires. Les paroisses, diocèses et archidiocèses n’ont été formés que plus tard lors de l’arrivée de colons en provenance des autres régions d’Amérique du Nord et d’Europe.
Le vicariat apostolique de la Saskatchewan a été érigé en 1890 et Mgr Albert Pascal a été consacré comme son premier vicaire apostolique en juin 1891. 
En 1903, à la demande de Mgr Albert Pascal, les Sœurs de la Présentation de Marie ont ouvert leur première mission dans l'Ouest du Canada à Duck Lake.
Il a fondé le journal français Patriote de l'Ouest et a supervisé la construction de la cathédrale de Prince Albert.

### Hommages
Le 10 juin 1991, lors du centenaire du diocèse de Prince Albert, une partie de la Cinquième Avenue ouest a été rebaptisée Place Mgr Pascal pour commémorer la contribution de l'Église catholique à Prince Albert. La station de chemin de fer entre Regina et Meadow Lake est appelée Pascal ainsi qu'un lac au nord de Black Lake.
Dans Prince Albert, on peut donc traverser la Bishop Pascal Place où se trouve la Rivier Academy, école catholique du nom de Marie Rivier, ardéchoise fondatrice des Sœurs de la Présentation de Marie.